# چالداش (گدابیگ)
چالداش (به لاتین: Çaldaş) یک منطقه مسکونی در جمهوری آذربایجان است که در شهرستان گدابیگ واقع شده است. چالداش ۱۷۷۲ نفر جمعیت دارد.